# Hermann IX. (Baden)

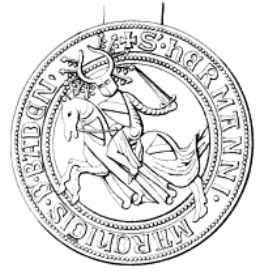
Reitersiegel des Markgrafen Hermann IX.

Hermann IX. von Baden († 13. April 1353) war regierender Markgraf von Baden zu Eberstein.

## Leben
Er war der Sohn von Markgraf Friedrich II. von Baden und dessen erster Frau Agnes von Weinsberg († 3. Mai 1320). Beim Tod seines Vaters, 1333, trat er dessen Nachfolge als Markgraf von Baden zu Eberstein an, d. h. den Teil der Markgrafschaft den sein Vater im Rahmen der Landesteilung erhalten hatte.
1334 überantwortete er die Iburg an seinen Onkel, Markgraf Rudolf IV. von Baden († 1348), der bei der Landesteilung den Pforzheimer Teil der Markgrafschaft erhalten hatte. 1350 wurde Hermann von König Karl IV. wieder mit der Iburg belehnt. Ebenfalls im Jahre 1350 kaufte er das Dorf Mörsch vom Kloster Herrenalb zurück, nachdem es Rudolf am 20. Juli 1306 unter der Bedingung des Rückkaufrechts an das Kloster verkauft hatte.

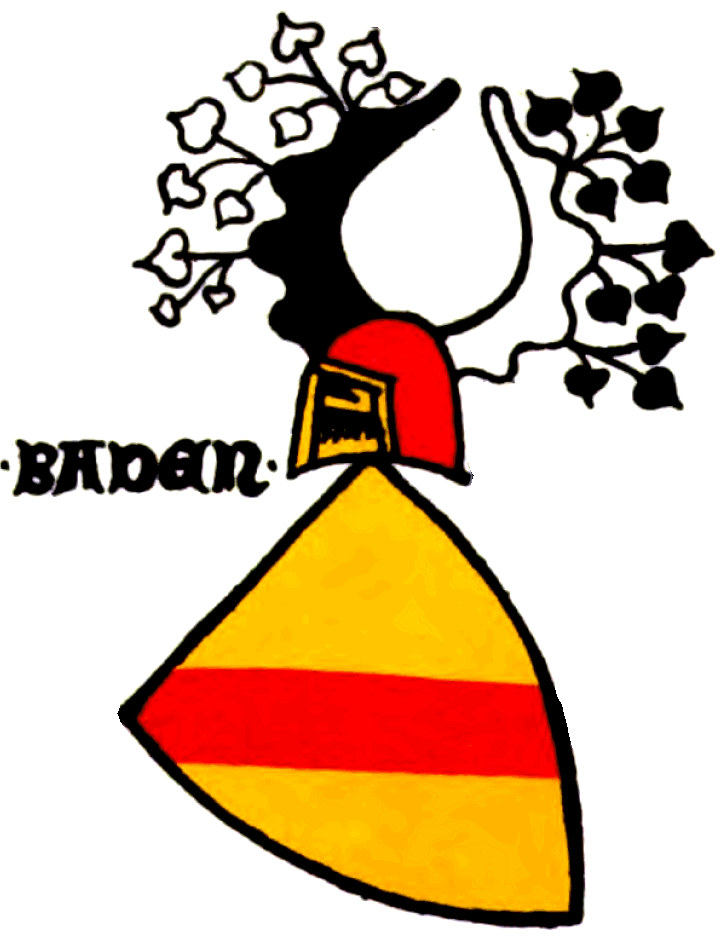
Wappen der Markgrafen von Baden (c. 1335–1345)

Er heiratete vor dem 3. Juni 1341 Matilde von Vaihingen († 13. April 1381?). Mit ihr hatte er einen Sohn, Friedrich IV., der allerdings vor ihm starb, sodass bei Hermanns Tod 1353 sein Vetter, Rudolf VI., die Nachfolge antrat.
Hermann wurde im Kloster Lichtenthal beigesetzt.